# معركة بئر الغبي
معركة بئر الغبي تعتبر هذه المعركة التي حدثت يوم 23 أبريل 1923 وكانت في شهر رمضان يوم 5 رمضان 1342 هـ، وهي إحدى أهمّ معارك الجهاد الليبي ضد الاحتلال الإيطالي ودارت في موقع بئر الغبي، إلى الجنوب من طبرق بحوالي 80 كيلومتراً، وكان قائد هذه المعركة عمر المختار. بدأ الاشتباك في أثناء عودة عمر المختار من مصر وعبوره الحدود الليبية، عندما نصبت له سبع سيارات إيطالية مصفحة كميناً في أحد نجوع بئر الغبي، فاشتبك المجاهدون معها وأطلقوا عليها النار، وكان المجاهد عمر بو الحمرة المنفيّ يُصوّب بندقيته نحو سيارات العدو وعندها يردد: «ناضن كراب خاطرهن طاب». وأثناء المعركة كان يردد: «راسي عريان دون البطنان.. نضرب عريان دون البطنان».

## المعركة
كان الإيطاليّون يتعقبون تحركات عمر المختار ويترقبون أوَّل فرصة للقضاء عليه وإخماد الثورة. ففي أثناء عودته من مصر إلى برقة، مرَّ ورفاقه بموضع يُقال له بئر الغبي، فانقضت عليهم سبعة مُصفحات إيطاليَّة وحاصرتهم، فأطلق المختار ومن معه الرصاص عليهم، فتراجعوا قليلًا إلى منتجع قريب ثم عادوا بسرعة يحملون صوفًا، ولما دنت منهم توزعت توزيعًا محكمًا وأخذ الجنود ينزلون ويضعون الأصواف أمامهم ليتحصنوا بها من الرصاص، فعاود المجاهدون إطلاق النار عليهم حتى فرَّ منهم قسم وقُتل قسم آخر، واحترقت كل المثصفحات ما عدا واحدة تمكنت من الفرار. قال عمر المختار في هذا الصدد: 
| معركة بئر الغبي | كنَّا لانتجاوز الخمسين شخصًا من المشايخ والعساكر وبينما تجمع هؤلاء حولنا لسؤالنا عن صحة سموّ الأمير، وكنا صائمين رمضان وإذا بسبعة سيّارات إيطالية قادمة صوبنا فشعرنا بالقلق لأن مجيئها كان محل استغرابنا ومفاجأة لم نتوقعها، وكنّا لم نسمع عن هجوم الطليان على المعسكرات السنوسيَّة، واحتلالهم أجدابية، فأخذنا نستعد في هدوء والسيَّارات تدنوا منا في سير بطيء فأراد علي باشا العبيدي أن يطلق الرصاص من بندقيته ولكنني منعته قائلاً: «لا بد أن نتحقق قبلاً من الغرض ونعرف شيئًا عن مجيء هذه السيارات كي لانكون البادئين بمثل هذه الحوادث»، وبينما نحن في أخذ ورد وإذا بالسيَّارات تفترق في خطة منظمة المراد منها تطويقنا، وشاهدنا المدافع الرشاشة مصوَّبة نحونا فلم يبق هنا أي شك فيما يراد بنا فأمطرناهم وابلاً من رصاص بنادقنا، وإذا بالسيَّارات قد ولت الأدبار إلى منتجع قريب منا وعادت بسرعة تحمل صوفا، ولما دنت منا توزعت توزيعًا محكمًا وأخذ الجنود ينزلون ويضعون الأصواف (الخام) أمامهم ليتحصنوا بها من رصاصنا وبادرنا بطلق الأعيرة فأخذ علي باشا يولع سيجارة وقلت له: "رمضان يا علي باشا" منبهًا إيَّاه للصوم فأجابني قائلاً: "مو يوم صيام المنشرزام". وفي أسرع مدة انجلت المعركة عن خسارة الطليان وأخذت النار تلتهم السيَّارات إلا واحدة فرّت راجعة، وغنمنا جميع ماكان معهم من الأسلحة. | معركة بئر الغبي |

ثمَّ استمرَّ المختار ورفاقه في سيرهم حتى بلغوا الجبل الأخضر ووصلوا إلى زاوية القطوفية حيث معسكر المغاربة، ليكتشف أنَّ معركةً وقعت بين المجاهدين والطليان أثناء غيابه (معركة البريقة)، فوقف على تفاصيل هذه المعركة وحال المجاهدين ثم واصل سيره إلى جالو مقر السيّد محمد الصدّيق الرضا السنوسي ليُبلغ التعليمات التي أخذها من الأمير إدريس والقاضية بتسلّمه القيادة العامَّة للثوَّار، كما تمَّ الاتفاق على تنظيم حركة الجهاد وإنشاء المعسكرات في الجبل الأخضر.

## في التراث
سجل الشعر الشعبي فرحة النصر بمعركة بئر الغبي فقال الشاعر الطالب دخيل الشهيبي الذي اشترك في هذه المعركة:

## أسماء بعض المشاركين الليبيّين
عمر المختار المنفي، عمر بوالحمرة المنفي، حمد السنوسي الغرياني، دربي عقيلة المنفي، سليمان حسين لامين المنفي، عبد القادر يحيى جبريل المنفي، عمران احميدة عقوب المنفي، السيفاط بوفروة البرعصي، بوشديق مازق البرعصي، سالم سليمان عياد المنفي، عبد الرحمن حماد بوبكر المنفي، التواتي عبدالجليل العرابي المنفي، المتخطري بو الحمرة المنفي، صالح لامين الطاجون المنفي، طاهر العسبلي العرفي، عبد النبي سعد بوسيف المنفي، امراجع حسين إبراهيم المنفي، قاسم حسين فضيل المنفي، سليمان عبد الغفار المنفي، سعد بوبكر بوشعراية المنفي، الشريف مصطفى الحسنوني، عيسى سالم الشهيبي، اجويدة حسين الخرم، صالح الهويلك القطعاني، علي حامد العبيدي، جربوع بو عبد الجليل، الطيب خيرالله السنيني، احميده محمد السنيني، عثمان محمد الزنباطة، الشندي احميدة عقوب، الصابر شعيب، علي البالغ، عبالقادر محمد القحف، سعد السوداني، خيرالله اشعيب، عبد العزيز النود السنيني، إبراهيم المصراتي.

## مواضيع متصلة
- الغزو الإيطالي لليبيا
- تاريخ ليبيا المعاصر
- عمر المختار
- التواتي عبد الجليل المنفي
- أبو رويلة بن مسعود المعداني
- رودولفو جرتزيانى
- بينيتو موسوليني
- بيترو بادوليو
- أسد الصحراء